# Kali Linux
Kali Linux és una distribució basada en Debian GNU/Linux dissenyada principalment per a l'auditoria i seguretat informàtica en general. Va ser fundada i és mantinguda per Offensive Security Ltd. Mati Aharoni i Devon Kearns, tots dos pertanyents a l'equip de Offensive Security, van desenvolupar la distribució a partir de la reescriptura de BackTrack, que es podria denominar com l'antecessora de Kali Linux.
Kali Linux porta preinstal·lats més de 600 programes incloent Nmap (un escàner de ports), Wireshark (un sniffer), John the Ripper (un crackejador de passwords) i la suite Aircrack-ng (programari per a proves de seguretat en xarxes sense fils). Kali pot ser usat des d'un Live CD, live-usb i també pot ser instal·lada com a sistema operatiu principal.
Kali és desenvolupat en un entorn segur; l'equip de Kali està compost per un grup petit de persones de confiança els qui són els que tenen permès modificar paquets i interactuar amb els repositoris oficials. Tots els paquets de Kali estan signats per cada desenvolupador que ho va compilar i va publicar. Al seu torn, els encarregats de mantenir els repositoris també signen posteriorment els paquets utilitzant GNU Privacy Guard.
Kali es distribueix en imatges ISO compilades per a diferents arquitectures (32/64 bits i ARM).

## Instal·lació
Permet la instal·lació sobre arquitectures i386, amd64 i ARM (armel i armhf).
Per a l'arquitectura i386, a la imatge de Kali, porta un kernel PAE per defecte, per la qual cosa es pot executar en sistemes de més de 4GB de RAM. La imatge es pot instal·lar des d'un DVD o utilitzar una distribució Live des d'USB. També permet la instal·lació via xarxa i brinda imatges per a la descàrrega de màquines virtuals prefabricades amb les eines instal·lades de VMWare.
Atès que els sistemes basats en Arquitectura ARM són cada vegada més freqüents i de baix cost, Kali Linux té repositoris ARM integrats amb la línia principal de distribució de manera que les eines per ARM són actualitzades juntament amb la resta de la distribució. Kali està disponible per als següents dispositius ARM:
- rk3306 mk/ss808
- Raspberry Pi
- ODROID O2/X2
- MK802/MK802 II
- Samsung Chromebook
- Samsung Galaxy Note 10.1
- CuBox
- Efika MX
- BeagleBone Black

### Requeriments per a la versió (1.1.0)
- 8GB d'espai al disc.

- Per a arquitectures i386 i amd64 un mínim d'1 GB de RAM.

### Requeriments per a instal·lació en dispositius Android
- Un dispositiu amb Android 2.1 o superior, amb privilegis de root.
- Almenys 5 GB d'espai al disc o emmagatzematge extern.
- Connexió a internet o al núvol.

## Usos generals

### Metasploit Framework
Atès que segueix una política anomenada Kali Linux Network Services Policy, no té serveis de xarxa, incloent serveis de bases de dades, corrent des de la instal·lació del sistema. Llavors. s'han de seguir un parell de passos per fer funcionar Metasploit amb suport de base de dades.
- Iniciar el servei de Kali PostgreSQL. Metasploit fa servir com a base de dades PostgreSQL per tant ha de ser ser iniciat el servei d'aquesta base de dades abans de començar l'execució de Metasploit. Per verificar que està iniciat el servei es pot utilitzar el comando ss-ant assegurant-se que el port 5432 està a l'escolta.
- Iniciar el servei de Kali Metasploit. La primera vegada que s'executa crea una base de dades msf3. També inicia Metasploit RPC i els Web servers que requereixi. Es pot executar msfconsole per verificar la connectivitat amb la base de dades amb el comando db status.

Es pot configurar el sistema perquè executi Metasploit en l'inici.

### Forensics Mode a Kali Linux
BackTrack Linux va introduir l'opció Forensics Boot al sistema operatiu i es va veure continuada en BackTrack 5, existeix al dia d'avui en Kali Linux. Serveix per posar a treballar les eines de programari lliure més populars en matèria forense de forma ràpida i senzilla. Aquesta manera és molt popular a causa que Kali està àmpliament disponible i és fàcil d'aconseguir; molts usuaris potencials ja compten amb una Imatge ISO o un Live USB amb el sistema. Al seu torn, Kali compta amb el programari lliure forense més popular instal·lat, és senzill i ràpid de bootear.
Es van realitzar alguns canvis importants:
- El disc dur no s'utilitza en absolut. El que porta com a conseqüència que si existeix una partició swap no es farà servir ni es munta automàticament cap disc intern.
- Es va deshabilitar el muntatge automàtic de mitjans removibles. Llavors, ni els pendrives ni els lectors de CD van a ser muntats automàticament.

## Desenvolupament
- Permet compilar kernels per a arquitectures RISC des de distribucions per amd64 i i386.
- Permet la personalització del paquet source mitjançant Debian Tools.
- Admet la recompilació del nucli el que permet agregar drivers, pegats o noves funcionalitats que no estiguin incloses en el kernel original.

## Polítiques
A continuació es detallen algunes de les polítiques de Kali Linux.

### Usuaris root
La majoria de les distribucions recomanen que tots els usuaris utilitzin els privilegis d'un usuari regular mentre corren el sistema operatiu. No obstant això, Kali Linux és una plataforma de seguretat i auditoria, per la qual cosa moltes eines han de ser executades amb privilegis de root.

### Eines per a proves de penetració
Avui dia la quantitat d'eines o scripts existents, que realitzen tasques similars, és immens.
Clarament certs casos poden ser millors que uns altres, o es pot tractar de preferències personals, però en si l'univers d'eines és enorme. Per tant, mantenir un repositori, d'eines per a proves de penetració actualitzat, pot arribar a ser una tasca summament difícil.
Pel motiu abans exposat obliga a l'equip de desenvolupament de Kali a ser molt selectiu al moment d'incorporar eines.
Alguns dels qüestionaments plantejats al moment de triar una nova eina són els següents: És útil l'eina en un entorn de proves de penetració?, Conté l'eina les mateixes funcions d'altres eines existents?, Està permès la lliure redistribució per la llicència de l'eina?, Quants recursos requereix l'eina?, Funcionarà en un entorn “estàndard”?, entre d'altres.

### Actualitzacions de seguretat
Kali Linux manté una relació estreta amb els repositoris de Debian GNU/Linux, per la qual cosa rep actualitzacions de seguretat tan freqüentment com la distribució principal de Debian GNU/Linux per a tots els paquets que Kali no va modificar.

### Codi obert
Kali Linux és una distribució que agrega milers de paquets de programari lliure en la seva secció principal. Com derivat de Debian GNU/Linux, tot el programari en si, compleix amb les Guies de Programari Lliure de Debian GNU/Linux.
Com una excepció a l'anterior, Kali Linux no-lliure conté diverses seccions amb eines que no són de codi obert, però que són permeses per a la seva distribució per Offensive Security a través de llicències específiques o determinades en acord amb els venedors.
Tots els desenvolupaments específics de Kali fets per a la seva infraestructura o per integrar el programari subministrat han estat posats sota la llicència GNU GPL.

### Serveis de xarxa deshabilitats
A causa que Kali pot ser potencialment utilitzat en entorns hostils, els serveis de xarxa es troben deshabilitats per defecte, amb l'objectiu de minimitzar l'exposició de l'usuari. Això s'aconsegueix mitjançant la utilització de hooks al SysVinit; és a dir, se li agreguen certes instruccions a la inicialització normal del sistema les quals deshabiliten els serveis de xarxa.
En certes situacions, l'usuari podria requerir que certs serveis es mantinguin habilitats malgrat reiniciar el sistema. Per permetre això, l'usuari pot habilitar el servei perquè persisteixi després de reiniciar el sistema utilitzant el comando update-rc.d de la següent manera:
root@kali:~# update-rc.d apt-cacher-ng enable